# Sabine Quednau
Sabine Quednau ist eine ehemalige deutsche Handballspielerin.

## Vereinskarriere
Sabine Quednau spielte beim SC Leipzig in der höchsten Spielklasse der Deutschen Demokratischen Republik, der Oberliga.
Mit dem Leipziger Team war sie DDR-Meister in der Spielzeit 1983/1984 und der Spielzeit 1987/1988 und gewann die Spielzeit 1990/1991.

## Nationalmannschaft
Für die ostdeutsche Nationalmannschaft nahm sie an der Weltmeisterschaft 1990 in Südkorea teil und wurde mit dem Team Dritte, wobei sie in drei Spielen ein Tor erzielte.